# هابیت (فیلم ۱۹۸۵)
«هابیت» (روسی: Сказочное путешествие мистера Бильбо Беггинса, Хоббита) فیلمی در ژانر فانتزی است که در سال ۱۹۸۵ منتشر شد.